# Đường trung trực

Cách xác định Đường trung trực trên một đoạn thẳng

Trong hình học phẳng, đường trung trực của một đoạn thẳng là đường thẳng vuông góc với đoạn thẳng ban đầu tại trung điểm của đoạn thẳng đó.

## Các góc đối đỉnh
Điểm cách đều hai mút của đoạn thẳng thì nằm trên đường trung trực của đoạn thẳng đó và ngược lại, điểm nằm trên đường trung trực của một đoạn thẳng thì cách đều hai đầu mút của đoạn thẳng đó.

## Trong tam giác
Đường trung trực của mỗi cạnh của tam giác gọi là đường trung trực của tam giác.
Trong tam giác, ba đường trung trực đồng quy tại một điểm, điểm đó cách đều 3 đỉnh của tam giác và là tâm của đường tròn ngoại tiếp tam giác.
Trong tam giác vuông tâm đường tròn ngoại tiếp là trung điểm của cạnh huyền.
Trong tam giác cân, đường trung trực của cạnh đáy đồng thời là đường trung tuyến, đường phân giác, đường cao tương ứng của đỉnh đối diện với cạnh này.
Trong không gian 3 chiều, quỹ tích này mở rộng thành mặt phẳng trung trực của đoạn thẳng.

## Cách vẽ
Bằng compa:
Quay 2 đường tròn có tâm là 2 đầu đoạn thẳng, bán kính bằng độ dài đoạn thẳng (hoặc ít nhất là lớn hơn nửa độ dài đoạn thẳng). Đường trung trực là đường nối giao điểm hai đường tròn này. 
Bằng thước và êke:
Kẻ đường thẳng vuông góc với đoạn thẳng cần vẽ đường trung trực tại trung điểm của nó.